# Kosekans
Kosekans je goniometrická funkce. V pravoúhlém trojúhelníku bývá definována jako poměr přepony a protilehlé odvěsny. Pro označení této funkce se obvykle používá zkratka cosec nebo csc a jejím grafem je kosekantoida.

## Definice

Srovnání s funkcí sinus.

Funkce {\displaystyle y={\mbox{csc }}x\!} je definována jako {\displaystyle y={\mbox{csc }}x={\frac {1}{\sin x}}}.